# Alluaudia procera
Alluaudia procera ist eine Pflanzenart aus der Gattung Alluaudia in der Familie der Didiereaceae. Das Artepitheton procera (lat. procerus)  bedeutet ‚langgestreckt, schlank‘.

## Beschreibung
Alluaudia procera wächst als baumförmiger, 6 bis 10 Meter, manchmal auch bis 15 Meter hoher Strauch mit einer schmalen Krone aus senkrechten Trieben. An den Trieben stehen in wellig bis spiraligen Reihen viele kegelige und silberfarbene Dornen, welche 10 bis 25 Millimeter lang werden. Die eiförmigen bis verkehrt eiförmigen Blätter erscheinen zunächst einzeln unterhalb der Dornen und werden 7 bis 25 Millimeter lang und 4 bis 12 Millimeter breit. Später stehen die Blätter in Paaren und zeigen mit der Schmalseite nach oben. Die jungen Blätter besitzen eine filzige Oberfläche.
Die gelblich bis weißen Blüten erscheinen in großen Rispen von 12 bis 30 Zentimeter Durchmesser. Die kreiselförmigen Früchte sind 2 bis 3 Millimeter lang.
Die Chromosomenzahl beträgt 2n = 240 oder etwa 256.

## Verbreitung, Gefährdung und Systematik
Alluaudia procera ist im Süden und Südwesten von Madagaskar auf sauren oder alkalischen Böden verbreitet. Die Art steht auf der Roten Liste der IUCN und gilt als nicht gefährdet (Least Concern).
Die Erstbeschreibung von Alluaudia procera erfolgte als Didierea procera 1901 durch Emmanuel Drake del Castillo. Im Jahr 1903 stellte der gleiche Autor die Art in die von ihm neu aufgestellte Gattung Alluaudia.